# 蔡懋
蔡懋（11世纪—1134年）。原名蔡渭，北宋泉州晋江县（今福建省晋江市）人。蔡确之子，冯京女婿。

## 生平
绍圣元年（1094年），蔡渭趁宋哲宗临奠冯京之机，在丧礼上向哲宗诉冤。得叙荫补官，历任少府监主簿，蔡渭改名为蔡懋，谄事蔡京兄弟父子。蔡京和太宰郑居中不合，郑居中居丧，蔡京怕他被重新起用，蔡京让蔡懋来阻止郑居中，于是追封蔡确为清源郡王。试开封府尹，再交结梁师成。宣和六年（1124年），开封府尹蔡懋被升为同知枢密院事。靖康元年（1126年）正月，进为尚书左丞，当时金兵围京师开封府，二月，宋钦宗罢免尚书右丞李纲，任命蔡懋为亲征行营使。蔡懋心存依违，陈东上书请求罢免蔡懋和李邦彦、白时中、张邦昌、赵野、王孝迪、李棁。随后，宋钦宗罢免蔡懋。宋高宗即位后，追贬蔡确为武泰军节度副使，把蔡懋流放到英州，把给蔡确的一切恩惠全部削夺。绍兴四年（1134年）蔡懋去世。